# Alampur
Alampur fou un principat nadiu de l'Índia situat al Gohelwar, a la península de Kathiawar. L'estat estava format únicament per un poble, que portava el nom d'Alampur.
El principat era tributari del gaikowar de Baroda i del nawab de Junagarh.